# Noale
Noale és un municipi italià, dins de la ciutat metropolitana de Venècia. L'any 2007 tenia 15.619 habitants. Limita amb els municipis de Massanzago (PD), Mirano, Salzano, Santa Maria di Sala, Scorzè i Trebaseleghe (PD).

## Administració
| Període | Identitat       | Partit         |
| ------- | --------------- | -------------- |
| 2007-   | Carlo Zalunardo | Centreesquerra |